# Ici Même
Ici Même (traducido en alguna ocasión como Aquí Même) es una serie de historietas publicada por los historietistas franceses Jean-Claude Forest al guion y Jacques Tardi al dibujo entre 1978 y 1979.

## Creación y trayectoria editorial
Concebida por Forest como guion de una película, Ici Même apareció de forma serializada en los primeros trece números (0 a 12) de "(A suivre)" (1977-1978), como bandera de enganche de la nueva revista.
En 1979 la serie fue recopilada por Casterman en un volumen monográfico, que dos años después fue traducido al español por Laertes con el título de Aquí Même. Norma Editorial lo reeditó en noviembre de 2005 como número 37 de su "Colección BN".

## Argumento
Desposeído de las tierras de su familia por los habitantes de Mornemont, Arthur sólo conserva los derechos sobre los muros que separan las diferentes parcelas, así que vive en una estrecha casa sobre uno de estos muros y se dedica a cobrar a los vecinos por abrir las verjas, mientras se resuelve el juicio sobre su herencia. Aunque vive con miedo de que los vecinos le ataquen, Arthur es un gran conversador, que habla para sí mismo, y un soñador, que ve lo que se imagina. Telefonea todas las noches a su madre y un tendero le suministra lo que necesita a través de un barco. Todo cambia en un día lluvioso cuando ve por casualidad a una chica, Julie Maillard, desnuda en un bidé.

## Valoración
Para Ignacio Vidal-Folch y Ramón de España, Ici Même es una de las historietas más originales de la historia del cómic y la mejor obra de Jean-Claude Forest, aparte de Barbarella.